# Joachim Heidberg
Joachim Heidberg  (* 30. Januar 1933 in Breslau; † 7. Mai 2008 in Hannover) war ein deutscher Chemiker (Theoretische Chemie, Physikalische Chemie). Er war Professor an der Universität Hannover.

## Leben
Heidberg studierte Chemie an der Goethe-Universität Frankfurt am Main mit dem Diplom 1959 und der Promotion bei Hermann Hartmann 1962. Als Post-Doktorand war er bei Gordon Goodman am Argonne National Laboratory. 1965 habilitierte er sich in Frankfurt (Linienformen in Spektren der Spinresonanz reagierender Systeme. Theorie und Messungen. Innere Rotation in Anilinen) und war dort 1972/73 Professor für Physikalische Chemie. 1973 wurde er Professor an der Universität Erlangen-Nürnberg (und war 1978 gleichzeitig Gastprofessor in Bayreuth)  und 1981 Professor für Physikalische Chemie an der Gottfried-Wilhelm-Leibniz-Universität Hannover und Direktor des Instituts für Physikalische Chemie und Elektrochemie. 1998 wurde er emeritiert.
Er befasst sich mit laserinduzierter resonanter Desorption und Verdampfung, mit Herstellung, Thermodynamik und Struktur geordneter Grenzschichten an Salzen und Kohlenstoffen, Polarisationsspektroskopie und Phasenübergängen mit Orientierungswechsel und mit elektrostatischer Salztrennung.
1995 wurde er Mitglied der Braunschweigischen Wissenschaftlichen Gesellschaft, deren Vorsitzender er 2001 wurde.